# Hisayo Saika
Hisayo Saika (1965-presente) es una directora de televisión, de cine y periodista japonés. Pertenece a la cadena Mainichi Broadcasting. Se desempeña principalmente como director del programa documental "Video" de la serie de la estación. Recibió el premio Broadcast Woman Award 2018.

## Carrera
Nacido en la ciudad de Takarazuka, Prefectura de Hyogo. En marzo de 1987, se graduó de la Primera Facultad de Literatura de la Universidad de Waseda. En abril del mismo año, se incorporó a Mainichi Broadcasting . Asignado al departamento de secretaría. En 1989, pasó al departamento de noticias. Fue entrevistado por un periódico deportivo y presentado en un artículo con título "De secretario a reportero de casos". Desde la década de 1990, ha seguido informando sobre temas educativos como tema principal. Se desempeñó como secretario general adjunto del Sindicato de Trabajadores de Radiodifusión de Mainichi (Centro de Noticias de la Oficina de Noticias).
Desde el 15 de abril de 2007, "Mirada de padre - Un mensaje de un padre con una enfermedad intratable a sus hijos", ha estado involucrado en la producción de la serie " Video " que se transmite una vez al mes los domingos a la medianoche.
En julio de 2015, fue transferido al departamento de noticias documentales, que se encarga exclusivamente de "video". El 27 de septiembre del mismo año, "¿Por qué tomar un bolígrafo? Reporteros de periódicos de Okinawa" ganó el premio de la 59.ª Conferencia de Periodistas de Japón (JCJ).
El 30 de julio de 2017 se transmitió "Educación y patriotismo: lo que está pasando en los libros de texto". En mayo de 2018, se anunció el "55th Galaxy Award" patrocinado por Broadcast Critics Association . La obra obtuvo el Gran Premio en la categoría TV.
En febrero de 2019, ganó el " Premio Broadcast Woman 2018". En mayo del mismo año, Iwanami Shoten publicó "Educación y patriotismo: ¿qué está pasando en los libros de texto?" bajo el título "Educación y patriotismo: quién sofoca el aula".
El 13 de mayo de 2022 se reeditó el mencionado “Educación y patriotismo-Qué está pasando ahora en los libros de texto-” y se agregó a la película “ Educación y patriotismo ” que se estrenó. El 31 de agosto del mismo año, la obra ganó el 65º Gran Premio JCJ de la Conferencia de Periodistas de Japón.

## Programa principal
- "Video '15 ¿Por qué recogen bolígrafos? Reporteros del periódico de Okinawa (septiembre de 2015)[5]
- "Video '17 Wandering Tree Spirits en Okinawa: la verdadera cara del movimiento antibase" (enero de 2017)

Recibió el Premio de la Asociación de Locutores Comerciales de 2017 a la Excelencia en Reportajes de Televisión, el Premio a la Excelencia del Festival de Video "Times of Local Areas" número 37 y el Premio a la Excelencia del Festival de las Artes de la Agencia de Asuntos Culturales número 72.
- "Video '17 Educación y patriotismo: ¿Qué está pasando en los libros de texto?" (julio de 2017)

Recibió el Gran Premio de la División de Televisión de los Premios Galaxy 55, el Premio a la Excelencia del Festival de Cine "Edad local" número 38.
- "Video '18 Bashing: ¿Qué hay detrás de la fuente?" (diciembre de 2018)

Premio Galaxy Premio mensual de diciembre de 2018.
- "Video '19 Gachiuyo-¿Quién tiene la soberanía?'" (Noviembre de 2019).[14]

## Filmografía
- " Educación y Patriotismo " (Lanzado el 13 de mayo de 2022)